# Bistorpberget
Bistorpberget är en kulle i Lemlands kommun på Åland (Finland). Den ligger i den södra delen av landskapet, 10 kilometer öster om huvudstaden Mariehamn. Toppen på Bistorpberget är 77,2 meter över havet och bredden vid basen är 16,7 km.
Bistorpberget består av klapperstensfält och är klassat som naturreservat. På toppen av Bistorpberget står ett utkikstorn av trä. Vandringsleden Lemlandsleden passerar över Bistorpberget.
I omgivningarna runt Bistorpberget växer i huvudsak blandskog. Runt Bistorpberget är det glesbefolkat, med 17 invånare per kvadratkilometer.